# Maria Assunta con i santi patroni
Assunta con i santi patroni è un dipinto olio su tela centinata con soggetto sacro realizzato da Ponziano Loverini nel 1924, e conservato come pala dell'altare maggiore della basilica di Santa Maria Assunta di Gandino. Nel dipinto l'artista eseguì il suo autoritratto.

## Storia
L'altare maggiore della grande basilica gandinese dedicata alla Madonna Assunta, ospitava fino al 1924 il dipinto seicentesco, olio su tela del manierista Luigi Benfatto: Assunta, considerato uno dei suoi ultimi lavori, e collocato nella grande ancona marmorea di scuola fantoniana. L'antica tela fu poi rimossa per essere sostituita, e conservata nel museo della basilica di Gandino.
L'opera fu commissionata all'artista Ponziano Loverini dall'allora parroco Battista Ongaro, con la cura della collocazione nell'importante e delicata posizione, dal capo dei Musei Civici alla Ripartizione Educazione di Milano, Giorgio Nicodemi.
La tela fu commissionata anche per onorare l'artista originario di Gandino che era stato direttore dell'Accademia Carrara e che aveva raggiunto un'elevata notorietà. La chiesa conserva altre opere dell'artista, come la Madonna del Rosario.
L'artista aveva eseguito bozzetti preparatori con uno studio della composizione non sempre corrispondente a quello che poi è stata la disposizione definitiva dei soggetti.

## Descrizione e stile
Il dipinto non raffigura l'Assunzione in cielo di Maria, nella classica composizione con gli apostoli stupiti posti intorno al sepolcro vuoto, mentre la Vergine sale nei cieli, ma una specie di sacra conversazione con la Madonna assunta in cielo con angeli nella parte superiore e i santi patroni di Gandino nell'ordine inferiore: papa Ponziano, con l'autoritratto dell'artista, santo di cui ne porta il nome, san Valentino inginocchiato negli abiti sacerdotali, il prefetto san Floriano e il tribuno san Quirino. Dei due santi Valentino e Ponziano, la raffigurazione delle vesti è veritiera, si conservano infatti gli originali nel vicino museo della basilica.
La Vergine è raffigurata come in volo con le braccia aperte, già nella divinità, con lo sguardo rivolto verso l'alto dove il cielo diventa di un blu sempre più intenso, accanto a lei sul lato destro un coro di angeli che l'accompagna dipinti in un gioco di trasparenze. La veste rosa sfuma nell'azzurro del cielo, come ad aver perso quel rosso acceso con cui viene abitualmente raffigurata e che indica il dolore, mentre la Madonna del Loverini ha perso quel dolore trovandosi nella già nella grazia del cielo.
Sul lato sinistro san Ponziano papa, unico raffigurato in piedi rivolto verso l'osservatore, che Loverini ha raffigurato con le sue sembianze. Gli abiti liturgici originali, sono conservati nel museo della basilica. Regge con la sinistra la ferula papale, mentre con la destra si avvolte nel rosso mantello bordato d'oro indica la Madonna, quale cammino di fede di ogni credente. San Valentino è posto infinocchiato sul lato destro della tela, veste gli abiti liturgici, e anche di questi gli originari sono conservati nel museo della basilica, così come inginocchiati sono i santi Floriano e Quirino.